# Hogzilla
Hogzilla is de bijnaam die werd gegeven aan een wild zwijn-achtige die in juni 2004 werd geschoten door Chris Griffin in Alapaha. Het gaat om een dier van tussen de 2.40 en 3.60 meter en 360 kilogram. Hogzilla werd oorspronkelijk gezien als een hoax.
National Geographic Channel huurde een geneticus, een ecoloog en een gedragskundige op het gebied van zwijnen in om het stoffelijke overschot van het dier te onderzoeken. Hogzilla bleek echt. Het ging om een kruising van een zwijn en een wild zwijn. Waar het dier vandaan kwam, werd niet opgehelderd.
Afbeelding Hogzilla[dode link]